# 砂川市立病院附属看護専門学校
砂川市立病院附属看護専門学校（すながわしりつびょういんふぞくかんごせんもんがっこう）とは、北海道砂川市にある市立の専修学校。

## 概要
- 砂川市立病院に併設している。
- 国民生活金融公庫や日本学生支援機構の他、砂川市立病院独自の就学資金もあり、経済的に就学が困難な学生に対して充実した対応をとっている。

## 設置学科
- 看護学科 （3年制・昼間）
  - 各学年定員35名

## 所在地
- 北海道砂川市西4条北1丁目1番5号

## 取得できる資格・免許状

### 看護学科
- 専門士称号
- 看護師国家試験受験資格
- 保健師・助産師学校（保健師助産師看護師養成所）および養護教諭養成学校受験資格